# Далтон (Нью-Гемпшир)
Далтон (англ. Dalton) — місто (англ. town) в США, в окрузі Коос штату Нью-Гемпшир. Населення — 933 особи (2020).

## Демографія
Згідно з переписом 2010 року, у місті мешкало 979 осіб у 429 домогосподарствах у складі 293 родин. Було 577 помешкань
Расовий склад населення:
| - 96,4 % — білих - 0,6 % — азіатів - 0,4 % — корінних американців - 0,4 % — чорних або афроамериканців |

До двох чи більше рас належало 1,8 %. Частка іспаномовних становила 1,4 % від усіх жителів.
За віковим діапазоном населення розподілялося таким чином: 18,9 % — особи молодші 18 років, 63,2 % — особи у віці 18—64 років, 17,9 % — особи у віці 65 років та старші. Медіана віку мешканця становила 47,8 року. На 100 осіб жіночої статі у місті припадало 100,2 чоловіків;  на 100 жінок у віці від 18 років та старших — 98,5 чоловіків також старших 18 років.
Середній дохід на одне домашнє господарство  становив 62 607 доларів США (медіана — 55 893), а середній дохід на одну сім'ю — 71 748 доларів (медіана — 58 651). Медіана доходів становила 50 508 доларів для чоловіків та 31 563 долари для жінок. За межею бідності перебувало 8,1 % осіб, у тому числі 4,0 % дітей у віці до 18 років та 7,2 % осіб у віці 65 років та старших.
Цивільне працевлаштоване населення становило 493 особи. Основні галузі зайнятості: освіта, охорона здоров'я та соціальна допомога — 16,2 %, мистецтво, розваги та відпочинок — 12,2 %, роздрібна торгівля — 11,4 %, будівництво — 10,8 %.